# Dominika Mras-Paliwoda
Dominika Mras-Paliwoda (ur. 19 kwietnia 1996 w Gdańsku) – polska siatkarka, grająca na pozycji rozgrywającej.

## Kariera sportowa
Zdobywczyni złotych medali na młodzieżowych mistrzostwach Polski w sezonach 2014/2015 i 2015/2016. W sezonie 2014/2015 i 2015/2016 zawodniczka Atomu Trefla Sopot występująca w rozgrywkach Młodej Ligi Kobiet; w 2016 roku 2016 miała debiut na parkietach Orlen Ligi w drużynie Treflu Sopot. W sezonie 2017/2018 rozgrywająca ŁKS-u Commercecon Łódź.
W latach 2014–2015 występowała w reprezentacji Polski juniorek.

### Sukcesy klubowe

#### młodzieżowe
Mistrzostwa Polski Kadetek:
- 2011[12], 2013[13]

Mistrzostwa Polski Juniorek:
- 2013[14], 2014[15]

Młoda Liga Kobiet:
- 2015[5], 2016[7]

#### seniorskie
Liga Siatkówki Kobiet:
- 2018

Akademickie Mistrzostwa Polski:
- 2019[16]

I liga:
- 2021, 2022[17]

## Nagrody indywidualne
- 2014: Najlepsza rozgrywająca Mistrzostw Polski Juniorek[18]